# Rəsul Çunayev
Rəsul Abakər oğlu Çunayev (ur. 7 stycznia 1991 roku w Balakən) – azerski zapaśnik walczący w stylu klasycznym. Brązowy medalista olimpijski z Rio de Janeiro 2016 w kategorii 66 kg.
Mistrz świata w 2015 i trzeci w 2014 i 2018. Mistrz igrzysk europejskich w 2015; uniwersjady w 2013 i akademickich MŚ w 2010. Wicemistrz mistrzostw Europy w 2014 i 2018. Brązowy medalista igrzysk Solidarności Islamskiej w 2017. Pierwszy w Pucharze Świata w 2015; drugi w 2017; trzeci w 2009, 2013 i 2014 i dwunasty w 2012. Na najniższym stopniu podium mistrzostw Świata juniorów w 2010 i 2011 i mistrz Europy z 2010 roku.